# St. Trinitatis (Haigerloch)

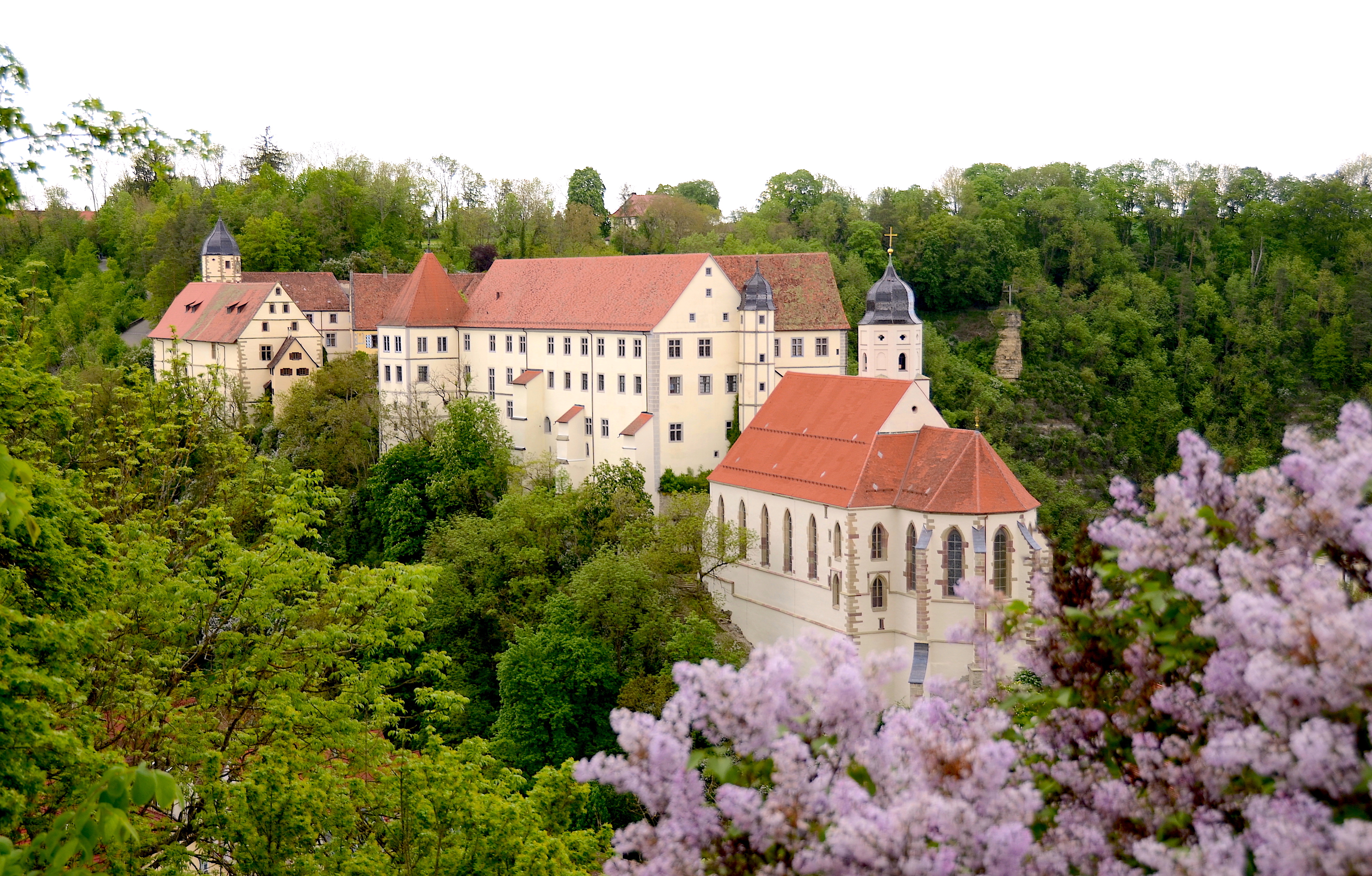
Schloss und im Vordergrund die ehemalige Schlosskirche

Die Kirche St. Trinitatis in Haigerloch, einer Stadt im Zollernalbkreis in Baden-Württemberg, war die Schlosskirche des Haigerlocher Schlosses. Die heutige katholische Pfarrkirche ist ein geschütztes Kulturdenkmal. Sie gehört zur Gemeinde St. Trinitatis Haigerloch im Dekanat Zollern des Erzbistums Freiburg.

## Geschichte

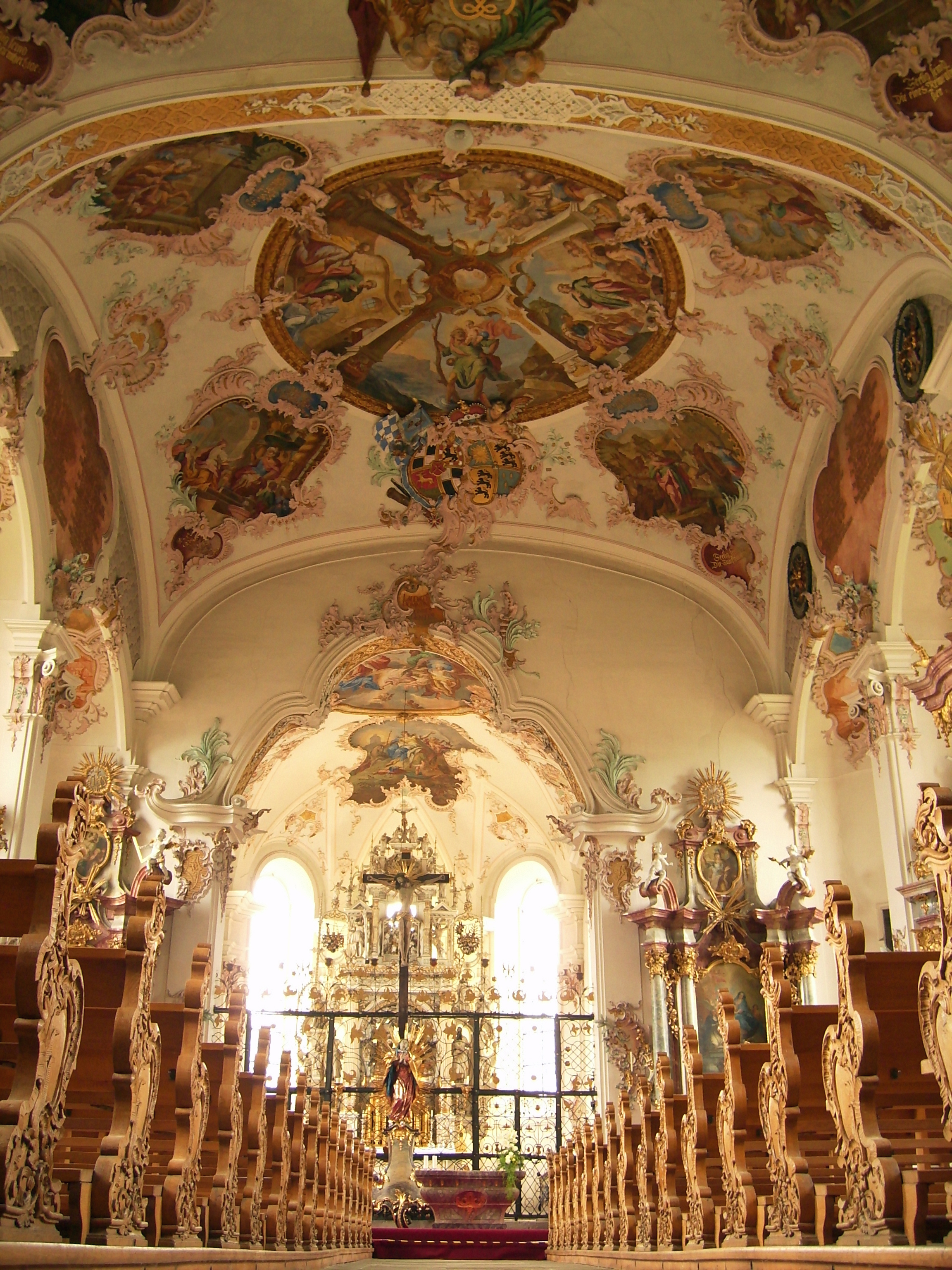
Innenraum der Kirche

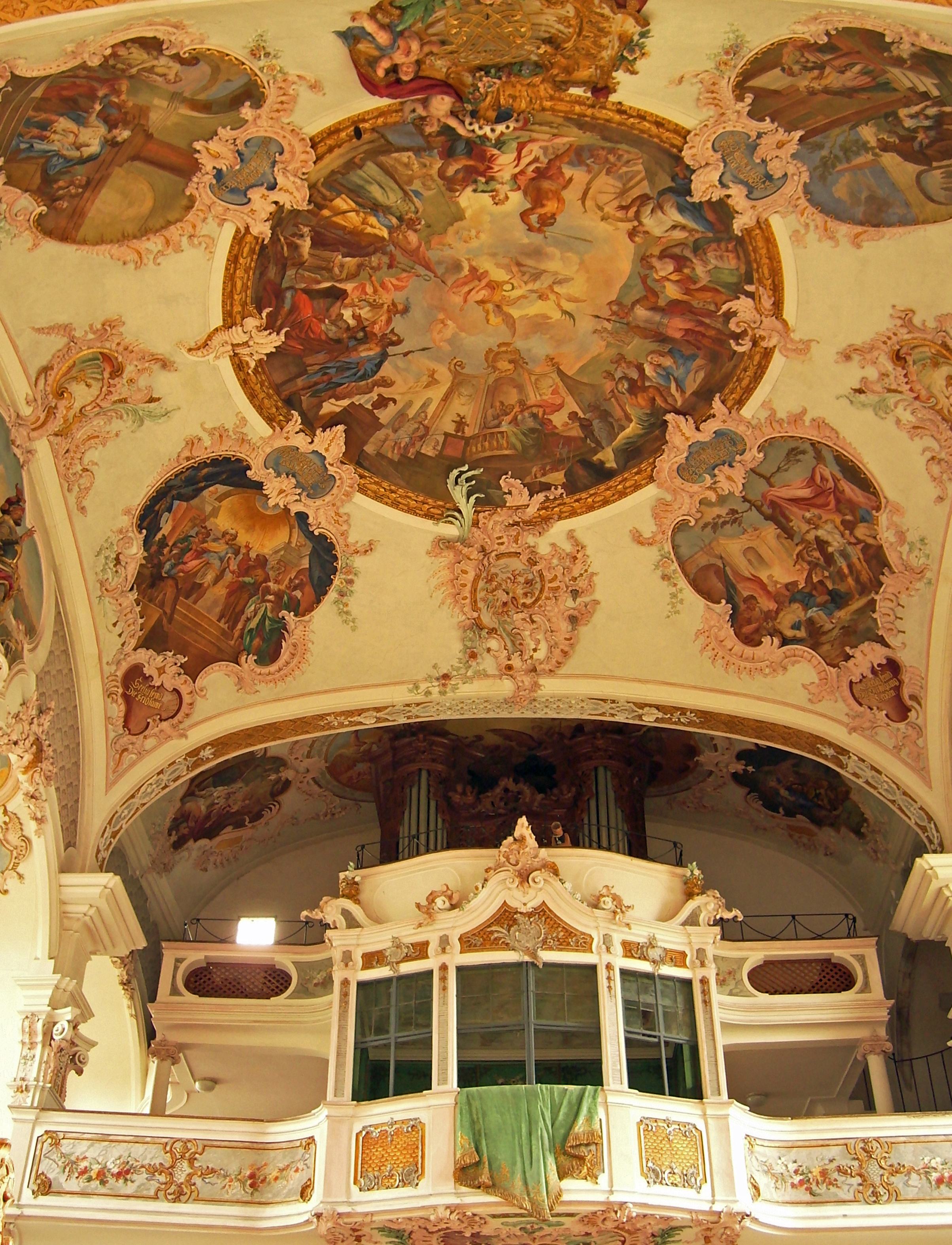
Blick nach Westen

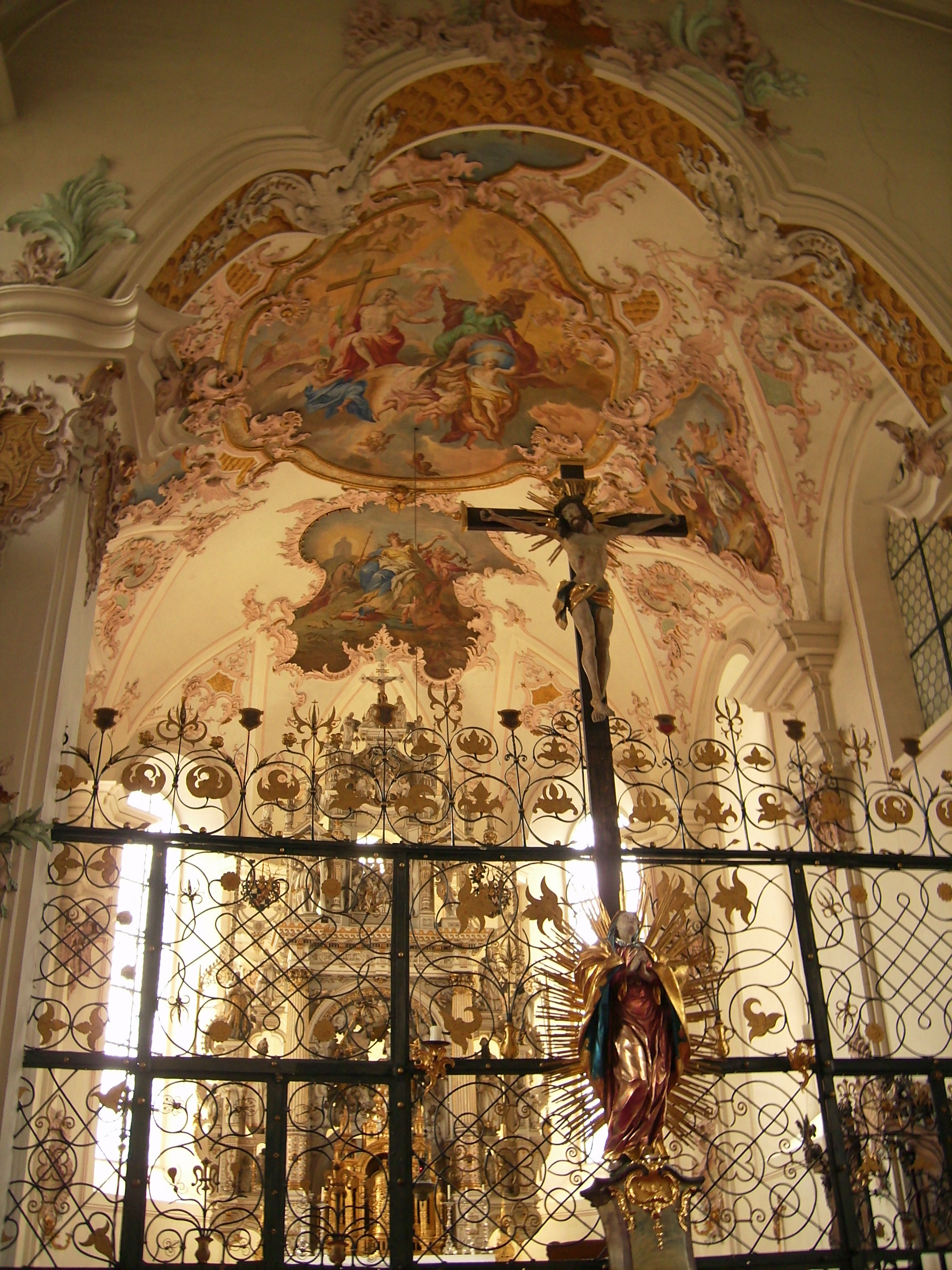
Blick in den Chor

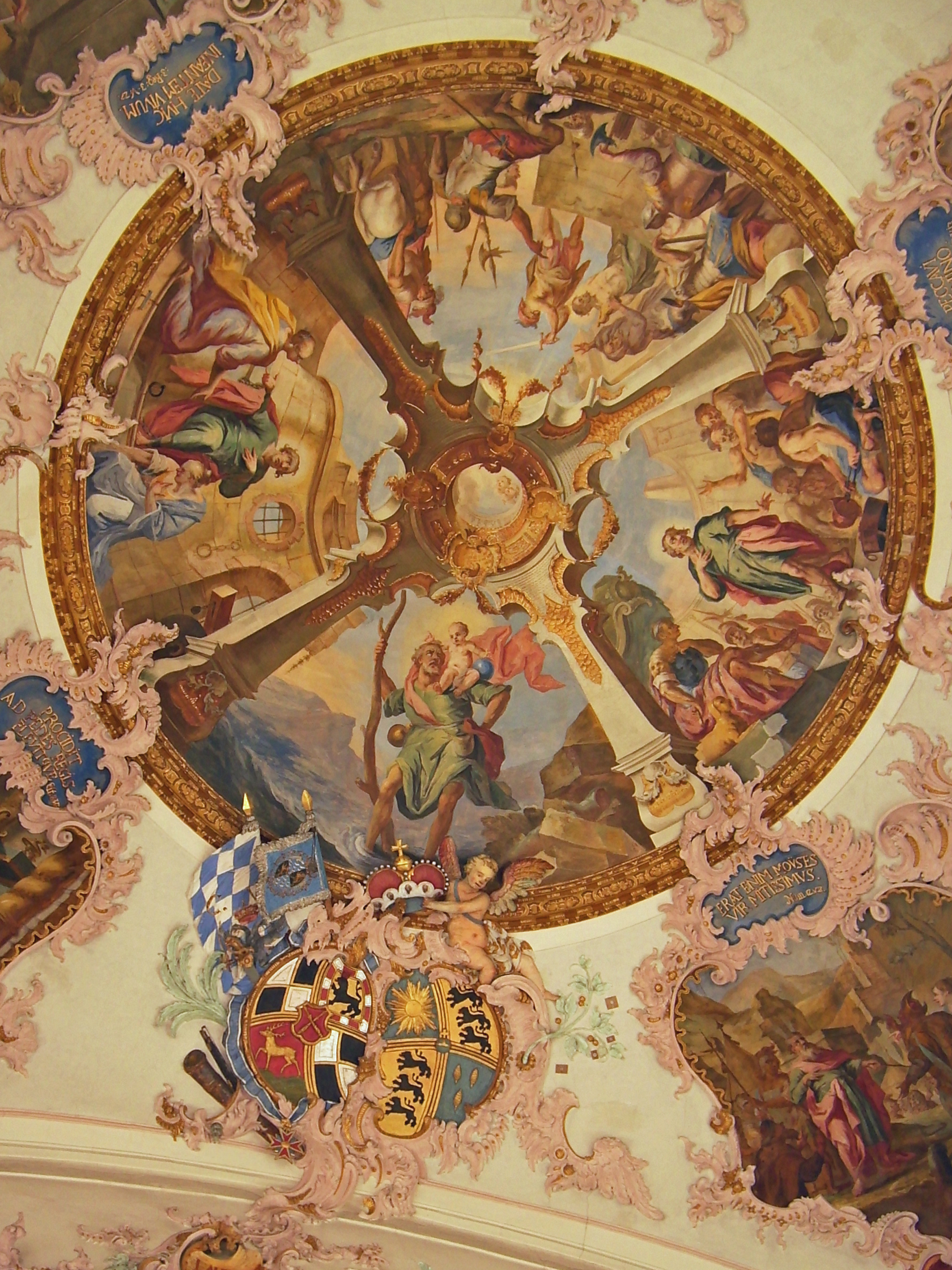
Deckengemälde im östlichen Langhausjoch

Erbaut wurde die Kirche in Haigerloch im Auftrag des Stifters Graf Christoph von Hohenzollern und seiner Gemahlin Katharina in den Jahren von 1584 bis 1609 in gotisierenden Formen durch Hans Stockher und Martin Schill. Nach Beschädigungen im Dreißigjährigen Krieg ließ Fürst Joseph Friedrich die Schlosskirche 1748 barockisieren. Die künstlerisch wertvollen Stuckaturen schuf ein Wessobrunner Meister. Nach einer größeren Restaurierung in den Jahren 1905 bis 1907 und einer weiteren im Jahr 1956 wurden in den Jahren 2013 bis 2015 umfangreiche Maßnahmen zur Erhaltung des Stucks und der Deckengemälde durchgeführt.

## Architektur
Die Kirche ist im Stil der Nachgotik erbaut, sie greift also gotische Formen auf, die zur Bauzeit nicht mehr üblich waren. Sie zeigt nach innen gezogene Strebepfeiler und einen eingezogenen, niedrigeren Chor mit Dreiachtelschluss, der wegen der Bodenverhältnisse aus der Achse des Schiffs gerückt und im Gegensatz zum Schiff mit äußeren Strebepfeilern versehen ist. Östlich ist die tonnengewölbte Sakristei angebaut, westlich die Paramentenkammer mit Kreuzrippengewölbe. Der Turm steht an der nordwestlichen Ecke des Langhauses auf höherem Felsniveau. Er hat einen quadratischen Unterbau und wurde 1748 mit einem oktogonalen Glockengeschoss und einer Zwiebelhaube bekrönt.
Das Innere ist einschiffig mit Seitenkapellen und einer westlichen Doppelempore mit Fürstenloge ausgestaltet. Jeweils zwei Joche werden durch eine Flachkuppel zentralisierend zusammengefasst, während die Seitenkapellen durch quergestellte Tonnengewölbe abgeschlossen sind. Den mit einem Dreipassbogen angeschlossenen Chor schließen ein Tonnengewölbe mit Stichkappen und eine zentrale Kuppel.
Die Stuckaturen schuf 1756 Nikolaus Schütz. Sie unterstreichen die Gliederung des Raumes und umspielen die Deckengewölbe. Die Raumfarbigkeit wird wesentlich von der Ausmalung des Deckengewölbes mitbestimmt, die 1748 Meinrad von Au schuf. Im Zentrum des Chors ist die Heilige Dreifaltigkeit dargestellt, in den Seitenkartuschen die vier Erdteile, die sie verehren. Die beiden Langhauskuppeln sind mit den Namenspatronen den fürstlichen Erbauern gewidmet. Sie zeigen im östlichen Langhausjoch Darstellungen aus der Christophoruslegende, im westlichen Langhausjoch aus der Katharinenlegende. Die beiden Rundbilder werden von Eckkartuschen mit Beispielen aus dem Alten Testament zu den acht Seligpreisungen der Bergpredigt begleitet. Unter der Empore ist die Tempelreinigung dargestellt.

## Ausstattung
Der Hochaltar, der 1609 geweiht wurde, ist ein seltenes Beispiel eines vielfigurigen Renaissance-Retabels. Der monumentale dreistöckige Aufbau ist mit über 60 Holzplastiken verschiedener Anordnung und Größe von Virgil Moll ausgestattet und wurde von M. Johann Zingler und Thomas Globat in den Farben weiß, golden und silbern gefasst. In der Mittelnische ist die Heilige Dreifaltigkeit dargestellt, darüber die Anbetung der Hirten und die Muttergottes auf der Mondsichel, auf der Spitze die Kreuzigung. Auf seitlichen Postamenten sind die Heiligen Petrus und Paulus, Johannes der Täufer, Rochus, Elisabeth und Ursula, Evangelisten und Kirchenväter, darüber Christophorus und Sebastian, vier Erzengel, Maria Magdalena und Maria Salome unter dem Kreuz dargestellt.
Die sieben Seitenaltäre, das Chorgestühl und die Kanzel wurden 1750 von Franz Magnus Hops geschaffen. Die Seitenaltarbilder nehmen Bezug auf die Gemälde in den Quertonnengewölben. Am nördlichen Chorbogenaltar ist dargestellt: der Tod des heiligen Josef, an der Decke Josefs Traum, im Norden, nach Westen der heilige Franz Xaverius bei der Taufe eines vornehmen Inders, an der Decke: der Tod des Franz Xaverius auf der Insel Sancion.
Die Gemälde des Johann-Nepomuk-Altars zeigen den Heiligen als Helfer in Not und Krankheit. Das Altarbild des Arme-Seelen-Altars zeigt Papst Gregor beim Unterzeichnen der Ablassbulle, die Deckenbilder nehmen das Thema der Armen Seelen auf, die von Engeln getröstet werden.
Am südlichen Chorbogen steht der Rosenkranzaltar neben dem Deckenfresko der Verkündigung. Ein weiterer Seitenaltar, der Allerheiligenaltar zeigt die Anbetung des Lammes.
Das Kruzifix stammt aus der Zeit um 1500. Die Darstellung der Schmerzensmutter mit differenzierter Gewanddarstellung unter einer großformigen Mantelschale wurde von Johann Georg Weckenmann im Jahr 1755 geschaffen. Zwei holzgeschnitzte Porträtstatuen auf den nördlichen Langhauspilastern mit den Ansichten von Haigerloch und Sigmaringen erinnern an den Erbauer Graf Christoph und den Renovator Fürst Joseph.

## Umgebung
Unter der Schlosskirche wurden in den Jahren 1944/1945 am Forschungsreaktor Haigerloch Experimente zur Kernspaltung durchgeführt. Diese Versuchsanlage wurde im Rahmen der Operation Epsilon nach Kriegsende abgebaut und in die Vereinigten Staaten transportiert. Heute befindet sich dort das Atomkeller-Museum.